# カール・ポーリヒ
カール・ポーリヒ（Karl Pohlig, 1864年2月10日 - 1928年6月17日）は、ボヘミア出身の指揮者、作曲家。

## 略歴
旧オーストリア領のテプリツェ生まれ。ヴァイマルでチェロとピアノを学び、ブダペストでフランツ・リストに師事した。
指揮者としてはロンドンのロイヤル・オペラ・ハウスをはじめ、ハンブルク、コーブルク、ウィーン、グラーツの劇場で指揮し、1900年から1907年までシュトゥットガルト宮廷歌劇場の楽長を務めた。1901年3月14日にはシュトゥットガルトでブルックナーの交響曲第6番の全曲完全版の初演を手がけている。のち、フィラデルフィア管弦楽団第2代音楽監督。セルゲイ・ラフマニノフの渡米とアメリカデビューに尽力したが、スキャンダルにより早期の辞任を余儀なくされた。晩年は欧州に帰り、ブラウンシュヴァイク宮廷歌劇場の指揮者となるが、まもなく同地で没した。
作曲家として、2曲の交響曲、2曲の交響詩をはじめ、室内楽曲やピアノ曲を残している。